# Cell.
『cell.』（セル）は、Plastic Treeの通算6枚目のオリジナルアルバム。2004年8月25日発売。発売元はSickroom Records。

## 概要
前作『シロクロニクル』から約10ヶ月ぶりのオリジナルアルバム。シングル曲「「雪蛍」」、「春咲センチメンタル」、「メランコリック」を含む全11曲を収録。初回盤は3面デジパック仕様。
初回盤のみ、12トラック目にボーナストラック（曲名無し）が収録されており、CD EXTRAとして、17thシングルメランコリックのPVも収録されている。

## 収録曲
プロデュース：プラスティック トゥリー、亀田誠治&プラスティック トゥリー(#3、#7)
1. cell
  - 作詞：有村竜太朗、作曲：ナカヤマアキラ
2. メランコリック
  - 作詞・作曲：有村竜太朗
  - 17thシングル。
  - テレビ神奈川『Mutoma JAPAN』2004年8月度テーマソング。
3. 春咲センチメンタル
  - 作詞・作曲：有村竜太朗
  - 16thシングル。
  - テレビ埼玉『HOT WAVE』2004年4月度エンディングテーマ。
4. ダンスマカブラ
  - 作詞・作曲：長谷川正
5. 怪物くん
  - 作詞：有村竜太朗、作曲：ナカヤマアキラ
6. crackpot
  - 作詞・作詞：ナカヤマアキラ
7. 「雪蛍」
  - 作詞・作曲：有村竜太朗
  - 15thシングル。
  - 広島RCC中国放送『COOL Syndicate』2004年1月度エンディングテーマ。
8. comic youth
  - 作詞・作詞：ナカヤマアキラ
9. 針槐
  - 作詞：有村竜太朗、作曲：長谷川正
10. うわのそら
  - 作詞・作曲：長谷川正
11. 夢の島
  - 作詞・作曲：有村竜太朗
12. [Bonus Track]
  - 作詞・作曲：不明
  - 初回盤のみに収録。公式な曲名・作詞作曲者は不明だが、JASRACのデータベースには曲の登録はされており、曲名と作詞作曲者が掲載されている。
  - しばらく無音状態が続き、途中から曲がスタートする。

## 収録ベスト・アルバム
- 『Best Album 白盤』（#3、#7）
- 『Best Album 黒盤』（#1、#2、#5）
- 『ALL TIME THE BEST』（#2、#3、#10）